# 마이크로소프트 비주얼 소스세이프
마이크로소프트 비주얼 소스세이프(Microsoft Visual SourceSafe, VSS)는 현재는 개발이 중단된 소스 관리 프로그램으로 조그마한 소프트웨어 개발 프로젝트를 대상으로 한다. 대부분의 소스 제어 시스템들처럼 소스세이프는 컴퓨터 파일의 가상 라이브러리를 만든다. 소스 코드에 가장 흔히 쓰이는 소스세이프는 데이터베이스 내에서 어떠한 종류의 파일도 처리할 수 있지만 구 버전의 경우 이미지와 같은 텍스트가 아닌 많은 양의 데이터나 컴파일된 실행 파일을 저장할 때 불안정한 것으로 알려져 있다.

## 개요

### 버전
| 버전 | 날짜       |
| ---- | ---------- |
| 3.1  | 1995-02-14 |
| 4.0  | 1995-09-12 |
| 5.0  | 1996-10-07 |
| 6.0  | 1998-06-03 |
| 2005 | 2006-01-27 |

## 같이 보기
- 구성 관리
- 소프트웨어 구성 관리
- 변화관리